# Oviatt Cole
Oviatt Cole (* 21. September 1809 in Colesville, New York; † 8. Oktober 1878 in Licking, Ohio) war ein US-amerikanischer Politiker (Republikanische Partei). 

## Leben
Oviatt Cole, Sohn von Sally Sarah Bishop und Anselm Cole, wurde ungefähr drei Jahre vor dem Ausbruch des Britisch-Amerikanischen Krieges im Broome County geboren. Über seine Person ist nicht viel bekannt. Irgendwann heiratete er Nancy Tucker (1812–1878). Das Paar bekam zwei Söhne. Zwischen 1836 und 1842 war er Recorder im Medina County, als er in Litchfield (Ohio) lebte. Der Gouverneur von Ohio David Tod ernannte ihn 1863 zum Auditor of State von Ohio, um die Vakanz zu füllen, die durch den Rücktritt von Robert Walker Tayler senior entstand. Bei der dann folgenden Republican State Convention 1863 erlitt Cole im ersten Wahlgang betreffend republikanischer Nominierung für das Amt des Auditors of State eine Niederlage gegenüber James H. Godman, der später die Wahl gewann. Cole bekleidete den Posten als Auditor of State bis Anfang 1864. Seine Amtszeit war vom Bürgerkrieg überschattet. Nach seinem Tod 1878 wurde sein Leichnam nach New York überführt, wo er auf dem Windsor Village Cemetery in Windsor (Broome County) beigesetzt wurde.